# Adriana Pesci
Adriana Irma Pesci es una investigadora en matemática aplicada y física matemática de origen argentino recibida en la Universidad Nacional de La Plata y que desarrolla su carrera en la Universidad de Cambridge. Ella se especializa en la dinámica de fluidos. Sus temas de investigación han incluido modelos reticulares de soluciones poliméricas, flujo de Hele-Shaw, movimiento flagelar de organismos en fluidos, películas de jabón en cintas de Möbius, y el efecto Leidenfrost.

## Educación y carrera
Adriana Pesci nació en Argentina  y obtuvo su doctorado en el año 1986 en la Universidad Nacional de La Plata (provincia de Buenos Aires). Fue investigadora postdoctoral en la Universidad de Chicago, bajo la tutoría de Leo Kadanoff y Norman Lebovitz. 
Se unió a la Universidad de Arizona como profesora de física en 1999, convirtiéndose en profesora titular en 2003. En 2007 se trasladó a la Universidad de Cambridge, donde es investigadora asociada senior en el Departamento de Matemáticas Aplicadas y Física Teórica, miembro del King's College, y ex becario Darley en Matemáticas del Downing College.

## Vida personal
Adriana Pesci esta casada con Raymond E. Goldstein, quien es un coautor frecuente, y que también fue investigador postdoctoral en la Universidad de Chicago, y quien luego se mudó con ella a Arizona y a Cambridge.